# Marcin Paciorkowski
Marcin Paciorkowski herbu własnego (ur. ok. 1695, zm. po 1776) – polski prawnik, żołnierz, subdelegat opoczyński (1749–1776), burgrabia opoczyński.

## Życiorys
Nie pochodził ze stanu szlacheckiego. Ze względu na zasługi dla Rzeczypospolitej, a w szczególności długoletnią służbę wojskową, został nobilitowany 19 maja 1768. W 1775 sejm uwolnił go od ograniczeń skartabellatu.

## Twórczość
Rozgłos przyniósł mu plagiat dzieła Processus iudiciarius granicialis Regni Poloniae (1641) autorstwa pisarza grodzkiego opoczyńskiego Stanisława Łochowskiego, które wydał po raz pierwszy w 1749 pod własnym nazwiskiem i zmienionym tytułem.

### Dzieła
1. Regula processus granicialis campestris Regni Poloniae secundum praxim moderni saeculi ad dislimitanda bona regalia spiritualia et terrestria. Ad usum publicum. Cum additamento legum & constitutionum Regni authore Martino Paciorkowski officii castrensis Opocznensis subdelegato iurato, Częstochowa 1749.
2. Regula processus granicialis campestris Regni Poloniae secundum praxim moderni saeculi ad dislimitanda bona regalia spiritualia et terrestria. Ad usum publicum. Cum additamento legum & constitutionum Regni authore Martino Paciorkowski officii castrensis Opocznensis subdelegato iurato, Lublin 1760.
3. Regula processus granicialis campestris Regni Poloniae secundum praxim moderni saeculi ad dislimitanda bona regalia spiritualia et terrestria. Ad usum publicum. Cum additamento legum et constitutionum Regni & novellae legis 1768. de limitibus. Authore generoso Martino Paciorkowski officii castrensis Opocznensis subdelegato iurato. Editio secunda ab ipso authore aucta, Częstochowa 1776.